# Пам'ятники Дніпровського району Києва
Дана стаття призначена для ознайомлення, зокрема візуального, з пам'ятниками, меморіалами і скульптурними групами в Дніпровському районі столиці України міста Києва, а також подання коротких відомостей про них.
У Дніпровському районі на київському лівобережжі встановлено низку пам'ятників і пам'ятних знаків, як на вшанування подій національної історії, так і персоналій. На території району розташований історико-меморіальний заповідник «Биківнянські могили», що вшановує, в тому числі й засобом монументального мистецтва, одну з трагічних сторінок національної історії початку XX століття; є у районі декілька пам'ятників на відзначення героїчного подвигу радянського народу у німецько-радянській війні. 
У 1982 році на Русанівській набережній був встановлений єдиний на тепер (2010) в українській столиці пам'ятник українському та російському письменнику Миколі Гоголю, хоча існують плани зведення ще одного монумента поетові у київському середмісті.

## Галерея пам'ятників
Пам'ятники подаються у формі таблиці; за можливістю вказуються вихідні дані — розташування та точні географічні координати, дату встановлення, авторів, додаткові відомості тощо, наводяться фото. Всередині таблиць пам'ятники розміщені за іменами, кому або чому присвячені, а групуються за абеткою. Список є неповним і постійно редагується. До списку, зазвичай, не включаються пам'ятники (переважно бюсти) на території підприємств, натомість паркові, а також на території публічних і культових об'єктів, за можливістю, наводяться.
| Назва                                                                                          | Розташування | Координати                                                                      | Короткі відомості | Зображення |
| ---------------------------------------------------------------------------------------------- | --- | ------------------------------------------------------------------------------- | --- | --- |
| «Алея пам'яті героїв»                                                                          | У парку «Кіото» | 50°27′41″ пн. ш. 30°38′7″ сх. д. / 50.46139° пн. ш. 30.63528° сх. д.            | Згідно з написом на пам'ятнику, його заклали комсомольці і молодь, він приурочений Німецько-радянській війні, встановлений у 1980 році. | |
| Гоголю Миколі                                                                                  | На Русанівській набережній                                                                                                   | 50°26′18.1″ пн. ш. 30°35′33.5″ сх. д. / 50.438361° пн. ш. 30.592639° сх. д.     | Бронзовий пам'ятник українському та російському письменнику Миколі Гоголю, який з Русанівської набережної дивиться на Дніпро, встановлений у 1982 році. Скульптор Олександр Скобликов, архітектори К. Сидоров та І. Іванов.                                                                         | |
| Групі вояків радянської армії, що полягли на території ДВРЗ                                    | По вулиці Алма-Атинській, навпроти будинку №101                                                                              |                                                                                 | | |
| Жертвам радянських репресій                                                                    | При вході до історико-меморіального заповідника «Биківнянські могили»                                                        |                                                                                 | | |
| Жертвам радянських репресій, меморіал                                                          | На території історико-меморіального заповідника «Биківнянські могили»                                                        |                                                                                 | | |
| Жертв Чорнобильської катастрофи, міський меморіал                                              | На території Свято-Михайлівського монастиря, на розі проспекту Миру та бульвару Верховної Ради                               | 50°26′46.9″ пн. ш. 30°36′44.4″ сх. д. / 50.446361° пн. ш. 30.612333° сх. д.     | Встановлений у 1994 році біля храму Входу Господнього в Єрусалим («Чорнобильська церква») з перенесеними з Москви плитами з першого меморіалу чорнобильцям на Мітінському кладовищі. Пам'ятка монументального мистецтва.                                                                            | |
| Жертв Чорнобильської катастрофи, районний меморіал                                             | У сквері перед будівлею по проспекту Миру, 19/18                                                                             | 50°26′44″ пн. ш. 30°36′43″ сх. д. / 50.44556° пн. ш. 30.61194° сх. д.           | Встановлений у 1996 році до 10-річчя Чорнобильської катастрофи на честь понад 500 тисяч воїнів-ліквідаторів катастрофи. | |
| Знищеному поселенню на Трухановому острові                                                     | На Трухановому острові |                                                                                 | | |
| Героям Труханівцям, які загинули на фронтах Великої Вітчизняної війни                          | На Трухановому острові | 50°27′34.5″ пн. ш. 30°32′16.6″ сх. д. / 50.459583° пн. ш. 30.537944° сх. д.     | | |
| Курган «Безсмертя»                                                                             | У парку «Перемога» | 50°27′40″ пн. ш. 30°36′21″ сх. д. / 50.46111° пн. ш. 30.60583° сх. д.           | Курган «Безсмертя» відкрито у 1967 році в пам'ять про жертви Другої світової війни 1939—1945 рр. Землю для кургану привезено з солдатських могил, які розташовані на територіях держав-учасниць Другої світової війни. Архітектори Олег Стукалов і Анатолій Сницарев. Реконструкцію проведено 2004. | |
| Малишку Андрію                                                                                 | парк ім. Андрія Малишка (вул. Андрія Малишка, 17—19)                                                                         |                                                                                 | Відкритий 17 червня 2016 р. у парку ім. Андрія Малишка. Автори — скульптор Роман Захарчук, архітектор Леонід Малий | Пам'ятник Андрію Малишку |
| Мати, що проводжає сина на фронт, скульптурна група                                            | У парку «Перемога» (на розі проспектів Визволителів, Броварського, вулиць Князя Романа Мстиславича, Малишка і Будівельників) | 50°27′28″ пн. ш. 30°36′28″ сх. д. / 50.45778° пн. ш. 30.60778° сх. д.           | Пам’ятник відкритий 6 травня 2006 року. Скульптор Олександр Радіонов, архітектори Костянтин Черній, Євген Лещенко. | |
| Передмостовій слобідці                                                                         | На острові Венеціанському у Гідропарку                                                                                       |                                                                                 | | |
| Робітникам локомотивного депо ст. Дарниця Південно-західної залізниці, які загинули в роки ВВВ | На території локомотивного депо «Дарниця»                                                                                    | 50°26′20.95″ пн. ш. 30°40′25.63″ сх. д. / 50.4391528° пн. ш. 30.6737861° сх. д. | Стела з російськомовним написом «Вечная слава героям» установлена біля адміністративної будівлі депо. Пам'ятка історії місцевого значення | Пам'ятний знак робітникам локомотивного депо ст. Дарниця Південно-західної залізниці, які загинули в роки Другої світової війни |
| воїнам-танкістам 8-го Гвардійського танкового корпусу і 1-ї армії Війська Польського           | Школа № 42, Стара Дарниця | 50°26′8″ пн. ш. 30°38′18″ сх. д. / 50.43556° пн. ш. 30.63833° сх. д.            | | |